# Hammer Smashed Face
Hammer Smashed Face (рус. Лицо, разбитое молотом) — первый EP альбом американской брутал-дэт-метал-группы Cannibal Corpse, был выпущен в 1993 году на лейбле Metal Blade Records.
Песня «Hammer Smashed Face» исполняется в фильме «Эйс Вентура: Розыск домашних животных», где в одном из эпизодов Эйс Вентура заходит в подвальный рок-клуб, где на сцене играют Cannibal Corpse.

## Значение
В марте 2023 года группа авторов американского издания Rolling Stone включила титульную песню данного миньона в список «100 величайших хеви-метал песен всех времён». В этом рейтинге она заняла 93-ю позицию, заметку о ней составил Хэнк Штимер.

## Список композиций
EP версия
1. «Hammer Smashed Face» — 4:04
2. «The Exorcist» (Possessed cover) — 4:37
3. «Zero the Hero» (Black Sabbath cover) — 6:35
4. «Meat Hook Sodomy» — 5:47
5. «Shredded Humans» — 5:12

Сингл версия:
1. «Hammer Smashed Face» — 4:04
2. «The Exorcist» (Possessed cover) — 4:37
3. «Zero the Hero» (Black Sabbath cover) — 6:35

## Альтернативная обложка
- Обложка сингл версии альбома также является цензурной версией